# 마츠모토 토시오
MATSU (본명 : 松本利夫, 마츠모토 토시오)는 일본의 그룹 EXILE의 멤버이자 퍼포머다. 가나가와 현 가와사키 시 출생으로, 1975년 5월 27일생이다.

## 내역
- 댄스를 처음만나게 된건 16살이지만, 18살이 되어 본격적으로 시작했다. 1996년, 댄스팀 “BABY NAIL”을 결성. 1998년 “JAPANESE SOUL BROTHERS”에 가입 후, “J Soul Brothers”의 멤버가 된다.
- 2005년, 도쿄,나카메구에 브랜드샵인 LMD(현:24karats)를 설립. 디자이너를 겸해 4번째 앨범인 ASIA에 수록된 Why or Why…?를 처음으로 작사했다.
- 2007년 1월 5일 심야에 후지테레비에서 방송된 “EXILE〜6년간의 진실”이라는 프로그램에서 난치병진단을 받았다. 전염가능성이 없는 베쳇증을 앓고 있다고 고백해, 왼쪽눈의 시력을 거의 잃고 있는 것으로 밝혀졌다.